# Ubezwłasnowolnienie
Treść tego artykułu od 2023-06 należy opracować w taki sposób, aby nie uwypuklała nadmiernie polskiej specyfiki / aby nie zawężała się tylko do polskich warunków
Dokładniejsze informacje o tym, co należy poprawić, być może znajdują się w dyskusji tego artykułu.
 Po wyeliminowaniu niedoskonałości należy usunąć szablon {{Dopracować}} z tego artykułu.
Ubezwłasnowolnienie – częściowe lub całkowite pozbawienie osoby fizycznej zdolności do czynności prawnych. Ubezwłasnowolnienie następuje w formie orzeczenia sądowego.

## Ubezwłasnowolnienie całkowite
Osoba, która ukończyła lat 13, może być ubezwłasnowolniona całkowicie, jeżeli wskutek choroby psychicznej, niedorozwoju umysłowego albo innego rodzaju zaburzeń, w szczególności alkoholizmu lub narkomanii, nie jest w stanie kierować swym postępowaniem. Dla ubezwłasnowolnionego całkowicie ustanawia się opiekę, chyba że pozostaje on jeszcze pod władzą rodzicielską. Jeżeli rodzice dziecka zostaną ubezwłasnowolnieni, nie mogą oni sprawować władzy rodzicielskiej z mocy prawa.

§ 1. Czynność prawna dokonana przez osobę, która nie ma zdolności do czynności prawnych, jest nieważna.
§ 2. Jednakże gdy osoba niezdolna do czynności prawnych zawarła umowę należącą do umów powszechnie zawieranych w drobnych bieżących sprawach życia codziennego, umowa taka staje się ważna z chwilą jej wykonania, chyba że pociąga za sobą rażące pokrzywdzenie osoby niezdolnej do czynności prawnych.

§ 1. Nie może zawrzeć małżeństwa osoba ubezwłasnowolniona całkowicie.
§ 2. Unieważnienia małżeństwa z powodu ubezwłasnowolnienia może żądać każdy z małżonków.
§ 3. Nie można unieważnić małżeństwa z powodu ubezwłasnowolnienia, jeżeli ubezwłasnowolnienie zostało uchylone.

## Ubezwłasnowolnienie częściowe
Osoba pełnoletnia może być ubezwłasnowolniona częściowo z powodu choroby psychicznej, niedorozwoju umysłowego albo innego rodzaju zaburzeń psychicznych, w szczególności alkoholizmu lub narkomanii, jeżeli stan tej osoby nie uzasadnia ubezwłasnowolnienia całkowitego, lecz potrzebna jest pomoc do prowadzenia jej spraw. Dla osoby ubezwłasnowolnionej częściowo ustanawia się kuratelę.

Z zastrzeżeniem wyjątków w ustawie przewidzianych, do ważności czynności prawnej, przez którą osoba ograniczona w zdolności do czynności prawnych zaciąga zobowiązanie lub rozporządza swoim prawem, potrzebna jest zgoda jej przedstawiciela ustawowego.

§ 1. Ważność umowy, która została zawarta przez osobę ograniczoną w zdolności do czynności prawnych bez wymaganej zgody przedstawiciela ustawowego, zależy od potwierdzenia umowy przez tego przedstawiciela.
§ 2. Osoba ograniczona w zdolności do czynności prawnych może sama potwierdzić umowę po uzyskaniu pełnej zdolności do czynności prawnych.
§ 3. Strona, która zawarła umowę z osobą ograniczoną w zdolności do czynności prawnych, nie może powoływać się na brak zgody jej przedstawiciela ustawowego. Może jednak wyznaczyć temu przedstawicielowi odpowiedni termin do potwierdzenia umowy; staje się wolna po bezskutecznym upływie wyznaczonego terminu.

§ 1. Nie może zawrzeć małżeństwa osoba dotknięta chorobą psychiczną albo niedorozwojem umysłowym. Jeżeli jednak stan zdrowia lub umysłu takiej osoby nie zagraża małżeństwu ani zdrowiu przyszłego potomstwa i jeżeli osoba ta nie została ubezwłasnowolniona całkowicie, sąd może jej zezwolić na zawarcie małżeństwa.
§ 2. Unieważnienia małżeństwa z powodu choroby psychicznej albo niedorozwoju umysłowego jednego z małżonków może żądać każdy z małżonków.
§ 3. Nie można unieważnić małżeństwa z powodu choroby psychicznej jednego z małżonków po ustaniu tej choroby.

## Rozstrzyganie spraw o ubezwłasnowolnienie
Sprawy o ubezwłasnowolnienie należą do właściwości sądów okręgowych, które rozpoznają je w składzie jednoosobowym (przed 28 września 2023 r. trzech sędziów), przy czym właściwy miejscowo jest sąd miejsca zamieszkania osoby, której dotyczy wniosek o ubezwłasnowolnienie, a w braku miejsca zamieszkania sąd miejsca jej pobytu.
Wniosek o ubezwłasnowolnienie może zgłosić małżonek osoby, której dotyczy wniosek o ubezwłasnowolnienie, jej krewni w linii prostej oraz rodzeństwo, jej przedstawiciel ustawowy, prokurator, a także Rzecznik Praw Obywatelskich i Rzecznik Praw Dziecka. Krewni osoby, której dotyczy wniosek o ubezwłasnowolnienie, nie mogą zgłaszać tego wniosku, jeżeli osoba ta ma przedstawiciela ustawowego. Wniosek o ubezwłasnowolnienie częściowe można zgłosić już na rok przed dojściem do pełnoletniości osoby, której dotyczy wniosek o ubezwłasnowolnienie. Kto zgłasza wniosek o ubezwłasnowolnienie, działając w złej wierze lub działając lekkomyślnie, podlega karze grzywny do 3000 zł.
Osobę, której dotyczy wniosek o ubezwłasnowolnienie, należy wysłuchać niezwłocznie po wszczęciu postępowania. Wysłuchanie powinno odbyć się w obecności biegłego psychologa oraz – w zależności od stanu zdrowia osoby, która ma być wysłuchana – biegłego lekarza psychiatry lub neurologa.
Orzeczenie ubezwłasnowolnienia nie może nastąpić na czas określony. Obowiązuje ono aż do jego uchylenia albo zmiany. Sąd może z urzędu uchylić orzeczenie o ubezwłasnowolnieniu, gdy ustaną przyczyny, dla których je orzeczono. Ze względu na dobro osoby ubezwłasnowolnionej następuje więc przełamanie obowiązującej w postępowaniu cywilnym zasady skargowości.
Osoba ubezwłasnowolniona, która co do zasady nie ma możliwości podejmowania żadnych czynności w postępowaniu, może jednak sama zaskarżać postanowienia wydane w postępowaniu dotyczącym jej ubezwłasnowolnienia. Ma więc w tym względzie pełną zdolność procesową.